# Piedicolle (Tolmino)
Piedicolle (in sloveno Podbrdo) è un paese della Slovenia, frazione del comune di Tolmino.

## Geografia fisica
Piedicolle appartiene alla regione geografica italiana, situandosi a 24,2 km dal confine italiano, nella parte nord della valle della Baccia.

Le alture principali sono lo Špičnok (1287 m) e il Tamar (806 m).
I corsi d'acqua che attraversano Piedicolle sono il torrente Baccia (Bača) e il torrente Batava.

## Storia
Il villaggio venne fondato nel XVI secolo da coloni tedeschi provenienti dal Tirolo con il nome di Unter der Eck.
Durante il dominio asburgico Piedicolle (all'epoca chiamata Podberda) fu comune catastale autonomo, comprendendo anche gli insediamenti di Petroberda (Petrovo Brdo), Bazha (Bača Podbrda, oggi Bača pri Podbrdu), Terlnio (Trtnik), Kuk, Porsna (Porzen, l'attuale Porezen). In seguito il comune venne aggregato al vicino comune di Gracova.
A seguito della prima guerra mondiale fu ceduta all'Italia e dopo la seconda guerra mondiale passò assieme al comune di Tolmino alla Jugoslavia.

## Infrastrutture e trasporti
Attraverso la località passa la ferrovia Jesenice-Trieste, linea del complesso della storica Transalpina che, mediante la galleria di Piedicolle (la più lunga della Slovenia con i suoi 6327,3 m), valica lo spartiacque delle Alpi Giulie. Piedicolle è servita dall'omonima stazione ferroviaria.